# هاکان ساموئلسون
هاکان ساموئلسون (به سوئدی: Håkan Samuelsson) (زاده ۳ مارس ۱۹۵۱) کارآفرین، بازرگان و مدیر ارشد اجرایی سوئدی است، که اکنون به‌عنوان مدیر عامل اجرایی شرکت ولوو کارز فعالیت می‌کند.